# Jimmy Nicholl
James Michael "Jimmy" Nicholl, född 28 februari 1956 i Hamilton, Ontario, är en före detta fotbollsspelare som efter sin spelarkarriär fortsatt som manager. Som spelare representerade han Manchester United (1974–1982) som han vann FA-cupen med 1977. Som landslagsspelare för Nordirland gjorde han ett mål på 73 landskamper. Han deltog i VM i fotboll 1982 och 1986.
Efter sin spelarkarriär fortsatte Nicholl som manager och vann 1994 skotska ligacupen med Raith Rovers. Sedan 2010 tränar han Cowdenbeath FC.
2011 blev han invald i Kanadas Soccer Hall of Fame.